# Trescléoux
Trescléoux település Franciaországban, Hautes-Alpes megyében. Lakosainak száma 301 fő (2022. január 1.). Trescléoux Chanousse, Méreuil, Montrond, Orpierre és Garde-Colombe községekkel határos.

## Népesség
A település népessége az elmúlt években az alábbi módon változott:
| Lakosok száma | 239  | 244  | 263  | 314  | 310  | 318  | 317  | 310  | 306  | 301  |
|               | 1968 | 1982 | 1990 | 2006 | 2013 | 2015 | 2017 | 2019 | 2020 | 2022 |